# Hiroaki Kumon
Hiroaki Kumon (jap. 公文 裕明, Kumon Hiroaki; * 20. Oktober 1966 in der Präfektur Kanagawa) ist ein ehemaliger japanischer Fußballspieler.

## Karriere
Kumon erlernte das Fußballspielen in der Schulmannschaft der Kamakura High School und der Universitätsmannschaft der Aoyama-Gakuin-Universität. Seinen ersten Vertrag unterschrieb er 1989 bei Furukawa Electric. Der Verein spielte in der höchsten Liga des Landes, der Japan Soccer League. 1990 gewann er mit dem Verein den JSL Cup. Für den Verein absolvierte er 20 Erstligaspiele. 1992 wechselte er zum Zweitligisten Fujita Industries (Bellmare Hiratsuka). 1994 wurde er mit dem Verein Meister der Japan Football League und stieg in die J1 League auf. 1994 gewann er mit dem Verein den Kaiserpokal. Für den Verein absolvierte er 140 Erstligaspiele. 1999 wechselte er zum Drittligisten Yokohama FC. 1999 und 2000 wurde er mit dem Verein Meister der Japan Football League und stieg in die J2 League auf. Für den Verein absolvierte er 84 Spiele. Ende 2002 beendete er seine Karriere als Fußballspieler.

## Erfolge
Furukawa Electric
- JSL Cup

Finalist: 1990
Bellmare Hiratsuka
- Kaiserpokal

Sieger: 1994